# マリーナ・ルビアン
マリーナ・ルビアン（Marina Lubian、2000年4月11日 - ）は、イタリアの女子バレーボール選手。イタリア代表。

## 来歴

### クラブチーム
モンカリエーリ出身。2015/16シーズンにLilliput Pallavoloでプレーし、バレーボール選手としてのキャリアをスタートさせる。2016/17シーズンからはClub Italiaで3シーズン活躍した。2019/20シーズンからはSavino Del Bene Scandicciでプレーした。2022年6月、イモコ・コネリアーノへ移籍し、2022/23シーズンのセリエA1リーグで優勝に貢献し、自身もベストミドルブロッカー賞を受賞した。2023/24シーズンもイタリアセリエA1リーグ、イタリアカップ、欧州チャンピオンズリーグで優勝を果たした。

### 代表チーム
アンダーカテゴリーのイタリア代表として、U-18世界選手権では2大会連続（2015、2017年）で金メダルを獲得した。2018年、シニア代表に初選出されると、同年のネーションズリーグでデビューした。同年9-10月の世界選手権で銀メダルを獲得した。2019年、メキシコで開催されたU-20世界選手権で銀メダルを獲得した。2022年、代表復帰すると、同年のネーションズリーグで金メダルを獲得。同年10月の世界選手権では銅メダルを獲得した。2023年、パリ五輪予選に出場した。

## 球歴
- オリンピック - 2024年
- 世界選手権 - 2018年、2022年
- 欧州選手権 - 2023年
- ネーションズリーグ - 2018年、2022年、2023年

## 受賞歴
- 2023年 - 2022/23イタリアセリエA1リーグ ベストミドルブロッカー賞
- 2023年 - 欧州選手権 ベストミドルブロッカー賞

## 所属クラブ
- Lilliput Pallavolo（2015-2016年）
- Club Italia（2016-2019年）
- Savino Del Bene Scandicci（2019-2022年）
- イモコ・コネリアーノ（2022年-）